# Makiko Tanaka
Makiko Tanaka, född 1944, var en japansk politiker. 
Hon var utrikesminister 2001-2002.